# Городков, Кирилл Борисович
Кири́лл Бори́сович Городко́в (14 июня 1932, Ленинград — 5 мая 2001, Санкт-Петербург) — советский и российский энтомолог, специалист по систематике двукрылых и зоогеографии. Автор трёхмерной климатической модели ареалов.

## Биография
Родился в Ленинграде 14 июня 1932 года в семье ботаников Б. Н. Городкова и Е. А. Городковой-Селивановой . С 1941 по 1944 года семью эвакуировали из блокадного Ленинграда на стационар Академии наук СССР «Борок» в Ярославской области. В эти же годы, будучи школьником, неоднократно выезжал с отцом в экспедиции в Башкирский заповедник в Хибины, в Воркуту и Салехард. С 1950 по 1955 год учился на биолого-почвенном факультете Ленинградского государственного университета. Темой дипломной работы Городкова была «Паразитофауна тлей в Старого Петергофа». В 1956 году опубликовал свою первую статью о распространении стрекоз на Севере в журнале «Энтомологическое обозрение», основу которой составляли материалы одной из курсовых работ. В 1955 году начал работать лаборантом в Зоологическом институте АН СССР, где вскоре поступил в аспирантуру к известному диптерологу Александру Александровичу Штакельбергу. В период прохождения аспирантуры проводил исследования в Якутии, Чукотке, Командорских островах. В 1963 году состоялась защита кандидатской диссертации «Морфолого-систематический обзор двукрылых семейства Helomyzidae фауны СССР». В 1992 году защитил докторскую диссертацию «Классификация ареалов и её теоретические предпосылки на примере арктических двукрылых (Diptera)». Умер 5 мая 2001 года в Санкт-Петербурге.

## Научные достижения
Основным объектом таксономических исследований были короткоусые двукрылые. Им было описано более 70 видов и 1 род (Desertoleria Gorodkov, 1962, Heleomyzidae) двукрылых из семейств Heleomyzidae, Lauxaniidae, Scathophagidae, Ulidiidae, собранные в экспедициях из различных регионов Палеарктики: остров Врангеля, Шпицберген, Лапландия, Приморский край, Туркменистан, Кавказ, Венгрия и другие. Развил учение В. А. Догеля о олигомеризации и полимеризации органов. Городков отмечал, что морфологический регресс часто приводит к уменьшению размеров тела. Под его редакцией вышли несколько сборников «Атласа ареалов насекомые европейской части СССР». Предложил концепцию трёхмерную климатическая модель потенциального ареала и на её основе разработал подходы к классификации ареалов. Ареал согласно этой концепции слагается из трёх составляющих широтной, долготной и высотной. Этот подход активно используется во многих Развил представление о динамическом взаимодействии ареалов разных видов, а также предложил модусов ареагенеза, которые составляют систему элементарных процессов изменения ареала. Примерами пространственных модусов являются: пространственная стабильность ареала, сокращение ареала, расширение ареала, исчезновение ареала, возникновение ареала, фрагментация ареала, консолидация ареала, смещение ареала. Принимал участие в советско-финской группе по научному сотрудничеству в области зоологии и «Комиссии по исследованию беспозвоночных тундры» в рамках «Международной биологической программы».

## Виды двукрылых, названные в честь К. Б. Городкова
В честь Городкова были названы 27 видов двукрылых:
- Семейство Agromyzidae: Cerodontha gorodkovi Zlobin, 1979
- Семейство Asilidae: Cyrtopogon gorodkovi Lehr, 1966, Eremisca gorodkovi Lehr, 1964
- Семейство Bombyliidae Conophorus gorodkovi Zaitzev, 1969
- Семейство Chironomidae: Pseudodiamesa gorodkovi Makarchenko, 1983
- Семейство Chloropidae: Chlorops gorodkovi Smirnov & Fedoseeva, 1976
- Семейство Dolichopodidae: Amblypsilopus gorodkovi Grichanov, 1996, Dolichopus gorodkovi Negrobov, 1973, Sympycnus gorodkovi Negrobov, Barkalov, Selivanova & Grichanov, 2016, Sympycnus leleji Negrobov, Grichanov & Selivanova, 2017
- Семейство Heleomyzidae: Borboroides gorodkovi McAlpine, 2007
- Семейство Lauxaniidae: Neoparoecus gorodkovi Shatalkin, 1993
- Семейство Lonchaeidae: Lonchaea gorodkovi Kovalev, 1974
- Семейство Heleomyzidae: Scoliocentra gorodkovi Papp & Woznica, 1993, Suillia gorodkovi Okadome, 1968
- Семейство Hybotidae: Empis gorodkovi Shamsev, 2001, Tachydromia gorodkovi Shamshev, 1993
- Семейство Keroplatidae: Macrorrhyncha gorodkovi Zaitzev, 1994
- Семейство Phoridae: Phora gorodkovi Mostovski, 2002
- Семейство Pipunculidae: Eudorylas gorodkovi Kuznetzov, 1990
- Семейство Platypezidae: Agathomyia gorodkovi Shatalkin, 1982
- Семейство Therevidae: Dialineura gorodkovi Zaitzev, 1971
- Семейство Sarcophagidae: Sarcophaga gorodkovi (Grunin, 1964)
- Семейство Scathophagidae: Okeniella gorodkovi Ozerov, 2006
- Семейство Sepsidae: Themira gorodkovi Ozerov, 2003
- Семейство Simuliidae: Metacnephia gorodkovi (Rubtsov, 1964)
- Семейство Syrphidae: Cheilosia gorodkovi Stackelberg, 1963

## Важнейшие публикации К. Б. Городкова
Опубликовал 114 научных работ, наиболее значительными из них являются:
1. Ареалы насекомых Европейской части СССР. Атлас.  Карты 1-20. / Под ред. К. Б.Городкова. — Ленинград: Наука, 1978. — 25 с.
2. Ареалы насекомых Европейской части СССР. Атлас. Карты 21-72 / Под ред. К. Б.Городкова. — Ленинград: Наука, 1980. — 57 с.
3. Ареалы насекомых Европейской части СССР. Атлас. Карты 73-125 / Под ред. К. Б.Городкова. — Ленинград: Наука, 1981. — 57 с.
4. Ареалы насекомых Европейской части СССР. Атлас. Карты 126-178 / Под ред. К. Б.Городкова. — Ленинград: Наука, 1982. — 57 с.
5. Ареалы насекомых Европейской части СССР. Атлас; Карты 179-221 / Под ред. К. Б.Городкова. — Ленинград: Наука, 1984. — 61 с.
6. Городков К. Б. Олигомеризация и эволюция систем морфологических структур // Зоологический журнал : Журнал. — 1985. — Т. 64, № 3. — С. 325—335. — ISSN 0044-5134.
7. Городков К. Б. Олигомеризация и эволюция морфологических структур. 2. Олигомеризация и уменьшение размеров тела // Зоологический журнал : Журнал. — 1984. — Т. 63, № 12. — С. 1765—1778. — ISSN 0044-5134.
8. Городков К. Б. Трехмерная климатическая модель потенциального ареала и некоторые ее свойства. Ч. I // Энтомологическое обозрение. — 1985. — Т. 64, № 2. — С. 295—310. — ISSN 0367-1445.
9. Городков К. Б. Трехмерная климатическая модель потенциального ареала и некоторые ее свойства. Ч. II // Энтомологическое обозрение. — 1986. — Т. 65, № 1. — С. 81—95. — ISSN 0367-1445.